# Список горных вершин Гуммерсбаха
Все вершины города Гуммерсбах входят в горную страну Рейнские Сланцевые горы. В список горных вершин территории города Гуммерсбах (Северный Рейн-Вестфалия, Германия) вошли те, которые обозначены как отдельные вершины на топографических картах м-ба 1:25000, изданных в последние годы Топографическим управлением Северного Рейна-Вестфалии (нем. Landeswermessungsamt NRW).

## Список горных вершин выше 500 м
| № | Фото | Название           | Абсолютная высота (м) | Комментарии | Координаты                     |
| - | ---- | ------------------ | --------------------- | --- | ------------------------------ |
| 1 |      | Хомерт нем. Homert | 518.6                 | Высшая точка Бергишес-Ланд и района Обербергиш. На плоской вершине среди леса установлен деревянный крест с обозначением абс. высоты и оборудовано место для отдыха | 51°04′40″ с. ш. 7°41′36″ в. д. |

## Список горных вершин выше 400 м
| № | Фото | Название                         | Абсолютная высота (м) | Комментарии                                                                                               | Координаты                     |
| - | ---- | -------------------------------- | --------------------- | --- | ------------------------------ |
| 1 |      | Хоберг нем. Hohberg              | 488                   | Над автобаном 45 (Е41)                                                                                    | 51°03′58″ с. ш. 7°42′05″ в. д. |
| 2 |      | Лангер Берг нем. Langer Berg     | 455                   | На восточном склоне горы расположена деревня Унненберг                                                    | 51°03′26″ с. ш. 7°36′16″ в. д. |
| 3 |      | Гуммерс-хардт нем. Gummers-hardt | 437                   | К западу от деревни Гуммерот                                                                              | 51°02′17″ с. ш. 7°30′51″ в. д. |
| 4 |      | Аггерхомерт нем. Aggerhomert     | 426                   | На юго-востоке от деревни Хельберг                                                                        | 51°03′58″ с. ш. 7°38′50″ в. д. |
| 5 |      | Нордхелле нем. Nordhelle         | 405                   | К северу от вершины расположена деревня Нидернхаген                                                       | 51°02′31″ с. ш. 7°34′38″ в. д. |
| 6 |      | Хеннеккенберг нем. Henneckenberg | 402                   | К востоку от вершины расположена деревня Нидернхаген. В 100 м от вершины к востоку проходит лесная дорога | 51°02′59″ с. ш. 7°33′43″ в. д. |

## Список горных вершин выше 300 м
| №  | Фото | Название                             | Абсолютная высота (м) | Комментарии | Координаты                     |
| -- | ---- | ------------------------------------ | --------------------- | --- | ------------------------------ |
| 1  |      | Нордхелле нем. Nordhelle             | 394.9                 | К востоку от деревни Бергхаузен | 51°02′32″ с. ш. 7°28′21″ в. д. |
| 2  |      | Керберг нем. Kerberg                 | 377.5                 | Вершина расположена на северной окраине Гуммерсбаха. В ней ведёт лесная дорога. На вершине находится ретранслятор и установлен памятный знак. | 51°02′05″ с. ш. 7°33′45″ в. д. |
| 3  |      | Эккопф нем. Eckkopf                  | 375.4                 | Вершина расположена южнее деревни Лопе. В 80 метрах западнее вершины проходит тропа из Лопе.                                                  | 51°00′30″ с. ш. 7°31′27″ в. д. |
| 4  |      | Зандберг нем. Sandberg               | 373                   | К юго-западу от вершины расположен центр Гуммурсбаха                                                                                          | 51°03′58″ с. ш. 7°42′05″ в. д. |
| 5  |      | Бургберг нем. Burgberg               | 371.4                 | Вершина расположена южнее деревни Лобшайд. К ней ведёт дорога и установлен ретранслятор.                                                      | 50°59′41″ с. ш. 7°31′53″ в. д. |
| 6  |      | Ауф дем Бервель нем. Auf dem Berwel  | 369                   | Вершина расположена к юго-западу от деревни Гуммерот. Просёлочные дороги окружают её, но не подходят ближе 100 м                              | 51°01′55″ с. ш. 7°31′17″ в. д. |
| 7  |      | Хомерих нем. Sandberg                | 367                   | Вершина расположена к югу от деревни Вассерфур. К ней с запада ведёт тропа.                                                                   | 51°01′51″ с. ш. 7°32′32″ в. д. |
| 8  |      | Лопшайд нем. Lopscheid               | 363.9                 | К юго-востоку от деревни Лютцингхаузен | 51°01′20″ с. ш. 7°30′42″ в. д. |
| 9  |      | Хундcкнохен нем. Hundsknochen        | 357                   | Вершина расположена с восточной стороны деревни Лобшайд. Недоступна из-за отсутствия троп и густого леса.                                     | 51°00′13″ с. ш. 7°31′45″ в. д. |
| 10 |      | Циммерберг нем. Zimmerberg           | 357                   | К юго-востоку от деревни Родт | 51°01′12″ с. ш. 7°30′06″ в. д. |
| 11 |      | Штальберг нем. Stahlberg             | 355                   | Вершина расположена к востоку от деревни Гуммерот и представляет безлесную территорию                                                         | 51°02′09″ с. ш. 7°32′04″ в. д. |
| 12 |      | Арцхёе нем. Arzhöhe                  | 351                   | На территории поселения Зонненберг | 51°02′43″ с. ш. 7°32′02″ в. д. |
| 13 |      | Лангершайд нем. Langerscheid         | 340                   | Вершина расположена западнее деревни Лопе. От деревни к ней ведёт лесная дорога.                                                              | 51°00′50″ с. ш. 7°30′23″ в. д. |
| 14 |      | Штаймель нем. Steimel                | 331                   | К северу от вершины расположена деревня Лютцингхаузен                                                                                         | 51°01′32″ с. ш. 7°29′42″ в. д. |
| 15 |      | Хёмель нем. Hömel                    | 305.1                 | Вершина расположена на границе с коммуной Энгельскирхен, западнее деревни Хёмель.                                                             | 50°58′59″ с. ш. 7°29′38″ в. д. |
| 16 |      | Лопшайдер Берг нем. Lopscheider Berg | 303                   | Вершина расположена юго-западнее деревни Лопе. В 50-ти метрах от вершины проходит лесная тропа.                                               | 51°00′34″ с. ш. 7°30′32″ в. д. |
| 17 |      | Штальберг нем. Stahlberg             | 301                   | Вершина расположена южнее деревни Лифенрот.                                                                                                   | 50°59′45″ с. ш. 7°32′42″ в. д. |